# Efekt woozle
Efekt woozle, nazywany również dowodem przez cytowanie – zjawisko polegające na występowaniu niezasłużonej wiarygodności twierdzenia, które zostało uzyskane poprzez częste cytowanie źródła twierdzenia, mimo że nie jest ono odpowiednio poparte. Jeśli wyniki nie zostaną powtórzone i nikt nie zauważy, że kluczowe twierdzenie nigdy nie zostało dobrze poparte w oryginalnej publikacji, błędne założenia mogą wpłynąć na dalsze badania.

## Geneza i definicja
W książce Kubuś Puchatek autorstwa A.A. Milne'a, Kubuś i Prosiaczek w trzecim rozdziale tropią pozstawione na śniegu śladu, wierząc, że to ślady łasicopodobnego zwierzęcia, w oryginalnej wersji językowej książki nazywanego woozle. Ślady mnożą się dopóki Krzyś nie wyjaśnił im, że podążają za własnymi śladami w kółko. 
Przed wprowadzeniem konkretnego terminu "efekt woozle", koncepcja leżąca u jego podstaw sięga ponad 60 lat wstecz. William Bevan pisząc w 1953 roku o metodologii naukowej i błędach badawczych w dziedzinie psychologii, używa terminu "naukowi łowcy woozle".  Joachim F. Wohlwill w 1963 roku odnosi się do "polowania na woozle" w badaniach nauk społecznych, a Joan Stevens w 1971 roku ostrzega czytelników przed woozle w badaniu błędnie zacytowanego listu.
Termin "efekt woozle" został ukuty przez Beverly D. Houghton w 1979 roku podczas dyskusji panelowej, w celu skrytykowania narastającej wiary w mit/archetyp osoby stosującej przemoc wyłaniającej się wówczas z literatury i prasy popularnej. Nieco później opisała ten efekt jako "reifikację poprzez kreację". Inni badacze przypisali ten termin socjologowi Richardowi Gellesowi i Murrayowi A. Strausowi. Gelles i Straus uważali, że efekt woozle opisuje wzorzec stronniczości obserwowany w naukach społecznych i który jest identyfikowany jako prowadzący do wielu błędów w indywidualnej i publicznej percepcji, w środowisku akademickim, kształtowaniu polityki i w rządzie. Woozle odnosi się również do twierdzenia dotyczącego badań, które nie jest poparte oryginalnymi ustaleniami. Według Donalda G. Duttona, efekt woozle występuje, gdy częste cytowanie wcześniejszych publikacji, w którym brakuje dowodów wprowadza w błąd jednostki, grupy i opinię publiczną, aby myślały lub wierzyły, że istnieją dowody, a niepotwierdzone fakty stają się legendami miejskimi i faktoidami. Tworzenie twierdzeń opartych na efekcie jest często związane z zmianą języka przypuszczającego ("to może", "być może", "to mogłoby") na formę absolutną ("to jest"), wzmacniając język i wprowadzając idee i poglądy nie posiadane przez oryginalnego autora lub nie poparte dowodami.
Dutton postrzega efekt woozle jako przykład efektu potwierdzenia i łączy go z wytrwałością przekonań i myśleniem grupowym. Ponieważ w naukach społecznych dowody empiryczne mogą opierać się na raportach z doświadczeń, a nie na obiektywnych pomiarach, może istnieć tendencja badaczy do dostosowywania dowodów do oczekiwań. Według Duttona możliwe jest również, że nauki społeczne mogą być zgodne ze współczesnymi poglądami i ideałami sprawiedliwości społecznej, co prowadzi do stronniczości na korzyść tych ideałów. Eileen Gambrill łączy efekt woozle z procesami, które tworzą pseudonaukę. Gambrill i Amanda Reiman łączą go również z bardziej celowymi technikami propagandowymi; identyfikują również zwroty wprowadzające takie jak "Każdy wie, że...", "Jest oczywiste, że...", "Powszechnie przyjmuje się, że..." jako sygnały ostrzegawcze, że to co następuje, może być linią rozumowania woozle.

## Przykłady
W 1980 roku Gelles zilustrował efekt woozle, pokazując, w jaki sposób praca Gellesa z 1974 oparta na małej próbie i opublikowana w The Violent Home przez Strausa, który napisał przedmowę do książki Gellesa, została przedstawiona tak, jakby dotyczyła dużej próby. Obie zostały następnie zacytowane przez Rogera Langleya i Richarda C. Levy'ego w ich książce z 1977 roku Wife Beating: The Silent Crisis. W wydanej w 1998 roku książce Intimate Violence używają Kubusia Puchatka, aby zilustrować jak słaba praktyka badawcza i autoreferencyjne badania powodują, że starsze badania są traktowane jako świeże dowody, powodując błędy i stronniczość.
Jednym z godnych uwagi przykładów tego efektu mogą być cytaty z publikacji wysłanej do redakcji The New England Journal of Medicine (NEJM) autorstwa Jane Porter i Hershel Jicka opublikowanego w 1980 roku. Publikacja, która miał pięć zdań i prawdopodobnie nie była recenzowana przez rzecznika czasopisma, zawierała wyniki analizy dokumentacji medycznej dotyczącej stosowania leków przeciwbólowych u pacjentów szpitalnych i stwierdzała, że "pomimo powszechnego stosowania środków odurzających w szpitalach, rozwój uzależnienia jest rzadki u pacjentów medycznych nie mających historii uzależnienia". Chociaż badanie to dotyczyły wyłącznie stosowania środków odurzających w warunkach szpitalnych, z czasem było ono coraz częściej cytowane w celu poparcia twierdzeń, że uzależnienie od środków przeciwbólowych było podobnie rzadkie wśród pacjentów, którym przypisano środki odurzające do przyjmowania w domu. Autorzy publikacji opublikowanej w NEJM dotyczącego publikacji z 1980 roku znaleźli 608 cytowań Porter i Jicka, ze "znaczącym wzrostem" po wydaniu leku OxyContinu w 1995 roku. Purdue Pharma, firma produkująca lek, cytowała badanie Porter i Jicka, a także inne, aby argumentować, że przyjmowanie leku wiąże się z niskim ryzykiem uzależnienia. W 2007 roku firma i trzech jej dyrektorów generalnych przyznało się do winy w związku z federalnymi zarzutami karnymi dotyczącymi wprowadzania w błąd organów regulacyjnych, lekarzy i pacjentów w kwestii ryzyka uzależnienia związanego z przyjmowaniem leku. Badanie z 1980 roku było również błędnie przedstawiane zarówno w publikacjach akademickich, jak i nieakademickich: zostało opisane jako "obszerne badanie" przez Scientific American, podczas gdy Time stwierdził, że było to "przełomowe badanie" pokazujące "przesadny strach przed uzależnieniami wśród pacjentów" od opiatów był "zasadniczo nieuzasadniony", a artykuł w czasopiśmie Seminars in Oncology twierdził, że badanie Porter i Jicka dotyczyło pacjentów chorych na raka, podczas gdy w publikacji nie wspomniano, na jakie choroby cierpieli pacjenci. Autorzy publikacji NEJM z 2017 roku zasugerowali, że niewłaściwe cytowanie badania z 1980 odegrało rolę w północnoamerykańskiej epidemii opioidów poprzez niedostateczne przedstawienie ryzyka uzależnienia: publikacja Porter i Jicka na stronie internetowej czasopisma zawiera obecnie notatkę informującą czytelnika, że "był on mocno i bezkrytycznie cytowany jako dowód na to, że uzależnienie jest rzadkie w przypadku terapii opioidami.
W badaniu przeprowadzonym przez Vera Institute of Justice, Neil. A Weiner i Nicole Hala opisali niektóre z trudności badawczych związanych z pomiarem zjawiska handlu ludźmi. Opisali oni i zmapowali rozwój efektu woozle w związku z szacunkami dotyczącymi rozpowszechnienia handlu ludźmi. Przeszukując odpowiednią literaturę w latach 1990 - 2006, Weiner i Hala znaleźli 114 szacunków rozpowszechnienia w 45 publikacjach. Tylko jedna z publikacji zawierała cytaty z oryginalnych badań, a kilka szacunków rozpowszechnienia nie zawierało źródeł. Autorzy stwierdzili, że w źródłach, które przeanalizowali, brakowało cytatów, odpowiedniej definicji operacyjnej i omówienia metodologii. David Finkelhor i Michelle Stransky skrytykowali ogólną metodologię stosowaną w badaniach nad handlem ludźmi. Powołują się oni na efekt woozle i zamieszczają wyraźne ostrzeżenie na pierwszej stronie swojego raportu, przestrzegając przed cytowaniem jakichkolwiek konkretnych szacunków, które przedstawiają, ponieważ dokładna inspekcja liczb "ujawnia, że żadna z nich nie jest oparta na mocnych podstawach naukowych".
Gambrill i Reiman przeanalizowały artykuły naukowe i komunikaty na temat lęku społecznego i doszły do wniosku, że wiele z nich wprowadza w błąd, przedstawiając model chorobowy lęku społecznego jako niepodważalny fakt, uciekając się do niepodważalnych technik powtarzania i pomijając w dyskursie wszelkie konkurencyjne teorie. Gambrill i Reiman zauważają ponadto, że nawet po przeszkoleniu badanych na temat znaków ostrzegawczych takich technik, wielu z nich nadal nie wychwyciło tych znaków w tekście praktycznym. 

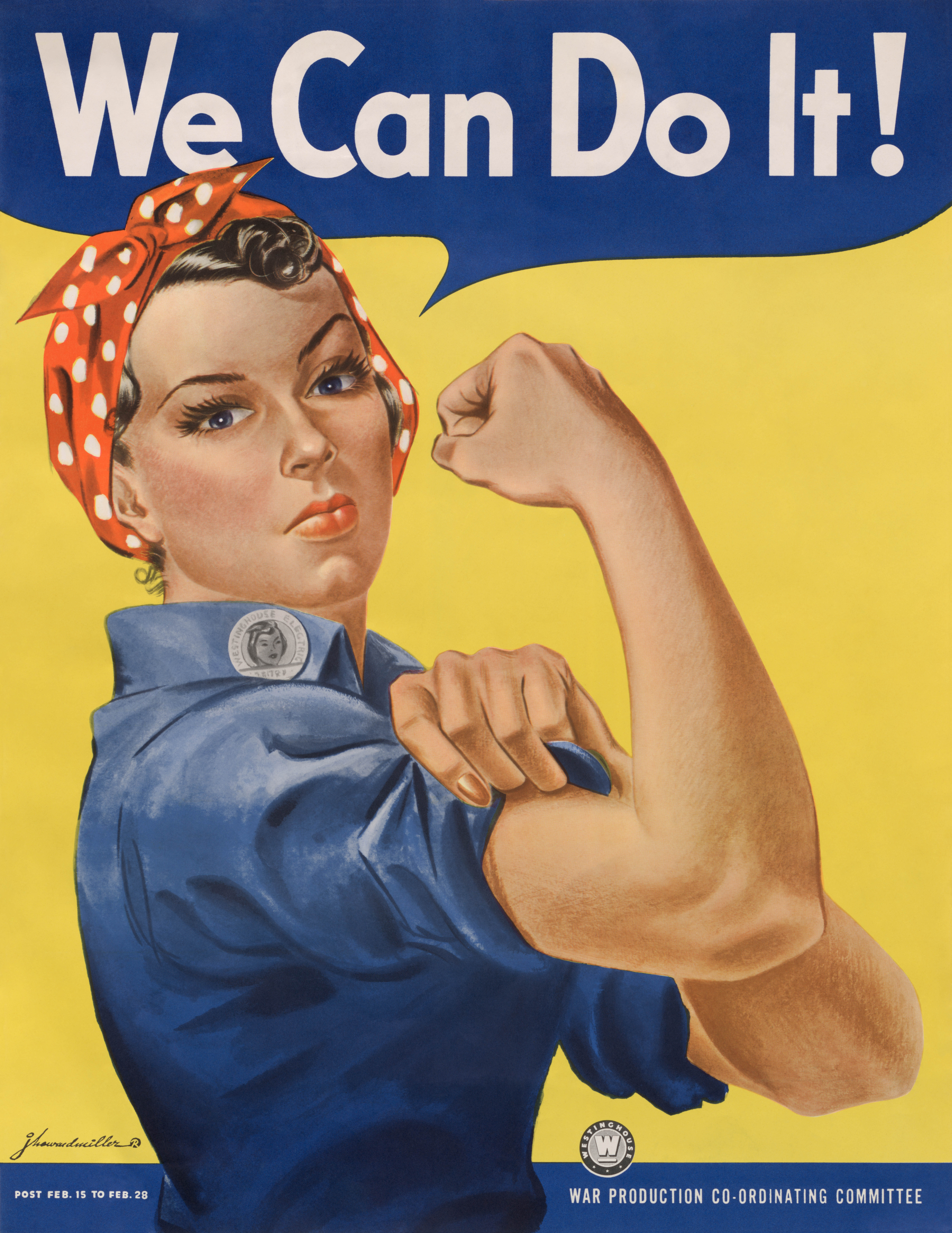
Geraldine Hoff Doyle twierdziła, że była inspiracją dla plakatu "We Can Do It!", osiągając sławę i zaszczyty, gdy jej oświadczenie - prawdopodobnie fałszywe - zostało powtórzone bez potwierdzenia.

James J. Kimble podaje jako przykład historiografię amerykańskiego plakatu wojennego We Can Do It!. Po tym jak mieszkanka Michigan Geraldine Doyle powiedziała w 1994 roku, że była prawdziwą modelką plakatu, wiele źródeł powtórzyło jej twierdzenie bez sprawdzenia dwóch podstawowych założeń: że Doyle była młodą pracownicą fabryki przedstawioną na fotografii wojennej z 1942 roku oraz że fotografia ta zainspirowała J. Howarda Millera do stworzenia plakatu. Chociaż niektóre media opisywały to powiązanie jako niepotwierdzone, wiele innych entuzjastycznie je popierało. Waga tych wielokrotnych potwierdzeń nadała historii Doyle "przekonujący" autorytet, pomimo braku autorytetu w potwierdzeniu powiązania. W 2015 roku Kimble znalazł oryginalną odbitkę fotograficzną pracownika fabryki, z podpisem identyfikującym młodą kobietę jako Naomi Parker, pracującą w Kalifornii w marcu 1942 roku, kiedy Doyle była jeszcze w szkole średniej.